# Mordellistena majorina
Mordellistena majorina es una especie de coleóptero de la familia Mordellidae.

## Distribución geográfica
Habita en Papúa.